# Estadio Heráclides Marín
El Estadio Heráclides Marín es un estadio multiusos. Está ubicado en la ciudad de Bahía de Caráquez, provincia de Manabí. Es usado mayoritariamente para la práctica del fútbol, y allí juega como local el Club Atlético Manabí, el Club Social y Deportivo Bahía de Caráquez y el Club Huracán (Ecuador), equipos de la Segunda División del fútbol ecuatoriano. Tiene capacidad para 1000 espectadores.
Desempeña un importante papel en el fútbol local, ya que el clubes bahienses como el Deportivo Bahía de Caráquez y el Huracán hacían y/o hacen de locales en este escenario deportivo.
El estadio es sede de distintos eventos deportivos a nivel local, así como es escenario para varios eventos de tipo cultural, especialmente conciertos musicales (que también se realizan en el Coliseo Eloy Alfaro de Bahía de Caráquez).